# Retaule de la capella del Santíssim (el Miracle)
El retaule de la capella del Santíssim del Santuari del Miracle és un retaule d'estil gòtic-renaixentista de l'any 1530, l'autoria del qual ha estat atribuïda al pintor portuguès instal·lat a Barcelona Pere Nunyes. Actualment està emplaçat sobre l'absis de la capella del Santíssim situada a l'esquerra del presbiteri de l'església del Miracle.
Consta d'un total de 18 pintures plasmades sobre fusta que representen escenes de la Vida dels misteris del rosari. L'actual retaule conserva 9 peces de l'antic del segle xvi. Amb posterioritat s'hi va afegir la predel·la de la Verònica (al centre) i la de la coronació de Maria (a la part superior), on hi és representada la Coronació de la Mare de Déu per la Santíssima Trinitat. No és la taula original, de la qual se'n desconeix el tema que hi havia representat, sinó una còpia del quadre La coronación de María en los cielos, de Diego Velázquez.

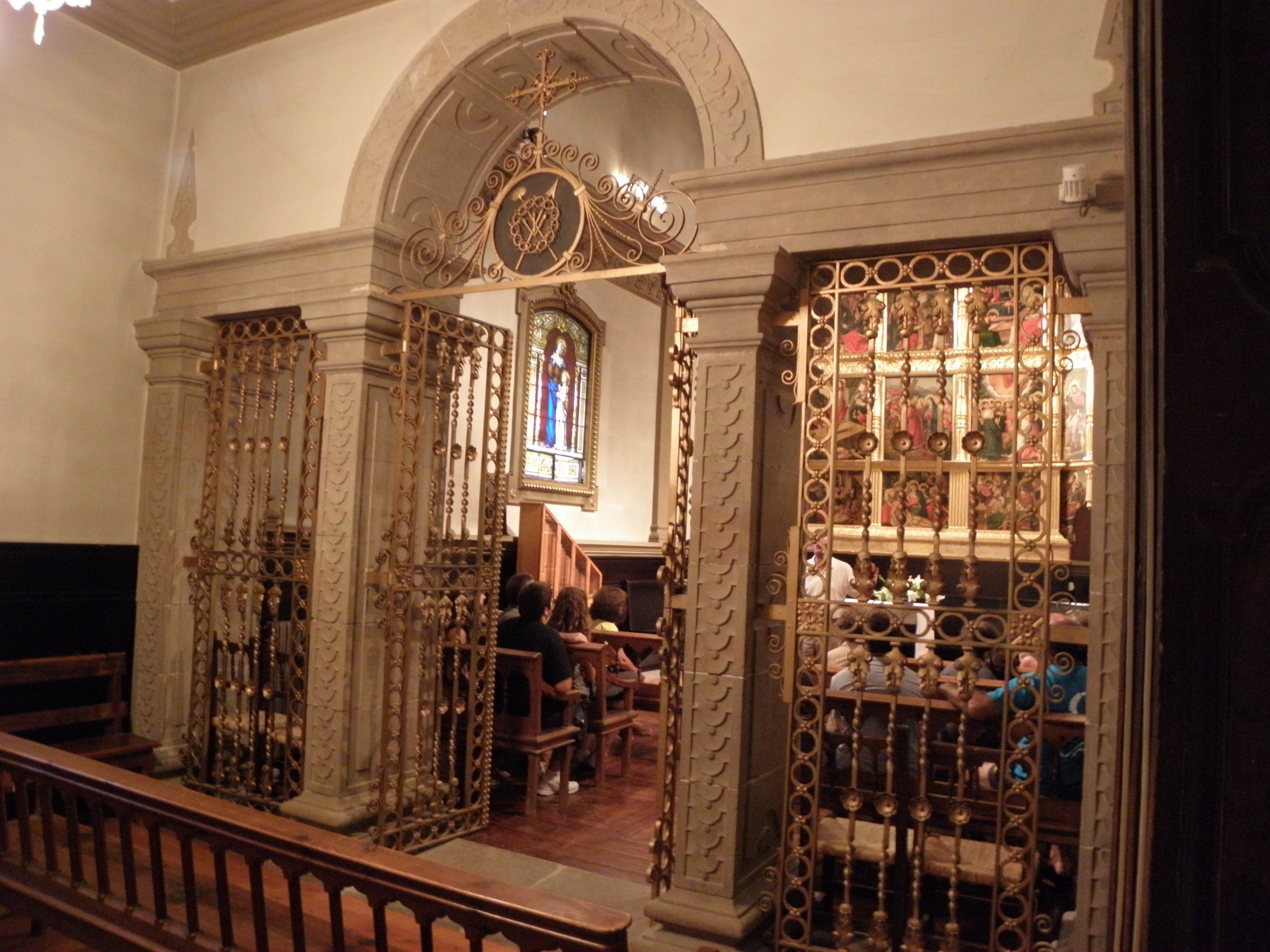
La capella del Santíssim

A ambdós costats d'aquesta pintura central hi ha dues pintures de forma triangular que, juntes, representen l'Anunciació. A la pintura de l'esquerra hi és representat l'arcàngel Gabriel i a la de la dreta, Maria.
Sota aquestes tres pintures, al cos central del retaule, hi ha 9 pintures rectangulars distribuïdes en tres nivells: 
- Les del nivell inferior fan 65 × 78 cm cadascuna i representen, d'esquerra a dreta, el Naixement, la Pietat i l'Adoració dels Reis Mags.
- Les tres taules del nivell mitjà fan 82 × 100 cm i representen, d'esquerra a dreta, la Resurrecció, la pujada al Calvari en l'escena de la Verònica i l'Ascensió.
- Les tres taules del nivell superior, de 82 × 110 cm cada una, representen, d'esquerra a dreta, la Pentecosta, la Crucifixió i el traspàs de Maria en forma de Dormició.
A ambdós costats d'aquest cos central, i distribuïdes en els mateixos nivells, hi ha representades les figures de sis sants.
El 1906 es va efectuar una restauració-reparació del retaule a l'estil neo-renaixentista, a càrrec d'Antoni Oliva i Pera de Jordi, i va ser instal·lat en el seu actual emplaçament.